# Gomes Araujo
Gomes Araujo ist eine osttimoresische Aldeia. Sie liegt im Westen des Sucos Lahane Ocidental (Verwaltungsamt Vera Cruz, Gemeinde Dili). Gomes Araujo grenzt im Norden an die Aldeia Bedois, im Nordosten an die Aldeias Correio und Hospital Militar und im Süden und Südosten an die Aldeia Mota Ulun. Im Westen liegt der Suco Vila Verde und im Südwesten der Suco Dare. Wohnhäuser sammelnim Nordosten und an der Straße von Dili nach Dare an der Westgrenze. Das Zentrum der Aldeia ist weitgehend unbesiedelt. Im Westen liegt der Foho Lebometa (08° 35′ S, 125° 35′ O), ein Hügel mit einer Höhe von 331 m.
In Gomes Araujo leben 340 Menschen (2015).